# Gnophos calliceros
Gnophos calliceros är en fjärilsart som beskrevs av Fletcher 1961. Gnophos calliceros ingår i släktet Gnophos och familjen mätare. Inga underarter finns listade i Catalogue of Life.